# River Bend
Pour les articles homonymes, voir River Bend (homonymie).
River Bend est une ville américaine située dans le comté de Craven dans l'État de Caroline du Nord. En 2010, sa population était de 3 119 habitants.

## Démographie
| 1990  | 2000  | 2010  | - | - | - |
| ----- | ----- | ----- | - | - | - |
| 2 408 | 2 923 | 3 119 | - | - | - |

## Source de la traduction
- (en) Cet article est partiellement ou en totalité issu de l’article de Wikipédia en anglais intitulé « River Bend, North Carolina » (voir la liste des auteurs).